# Zhenshan
Zhenshan (kinesiska: 贞山) är ett stadsdelsdistrikt i sydöstra Kina. Det ligger i Sihui i staden Zhaoqing i provinsen Guangdong, omkring 65 kilometer väster om provinshuvudstaden Guangzhou. Antalet invånare är 35 922. Befolkningen består av 17 477 kvinnor och 18 445 män. Barn under 15 år utgör 15,0 %, vuxna 15-64 år 75 %, och äldre över 65 år 8,0 %.